# فولتمتر المكثف والموحد

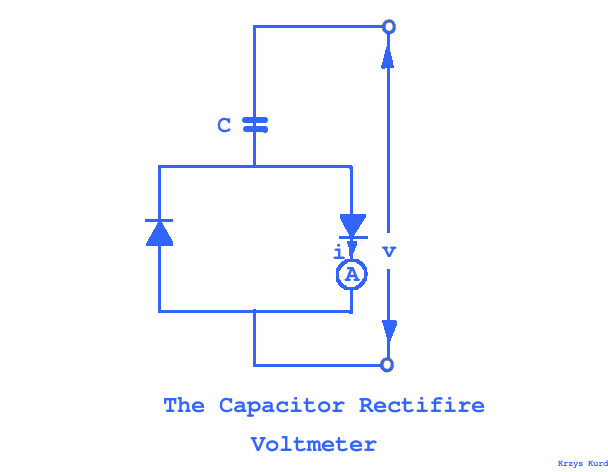
شكل يوضح مخطط الدائرة الخاص بقياس القيمة القصوى للجهد المتردد، بواسطة فولتمتر المكثف والموحد، حيث C هو مكثف جهد عالي ذو غاز مضغوط والذي عليه عملياً يحدث الهبوط للجهد العالي الكلي، و A عبارة عن مللي أميتر ذو ملف متحرك ومغناطيس دائم.

مخطط الدائرة الخاص بقياس القيمة القصوى للجهد المتردد، بواسطة فولتمتر المكثف والموحد، موضح بالشكل جانباً، حيث C هو مكثف جهد عالي ذو غاز مضغوط والذي عليه عملياً يحدث الهبوط للجهد العالي الكلي، و A عبارة عن مللي أميتر ذو ملف متحرك ومغناطيس دائم.
وتبنى هذه الطريقة لقياس الجهد العالي، على أن متوسط تيار الشحن يتناسب مع القيمة القصوى للجهد المتردد، معطياً قمتين متساويتين أحدهما موجبة +V والأخرى تحمل إشارة سالبة -V.
تيار الشحن عند أي لحظة يساوي :
{\displaystyle I={\frac {dq}{dt}}=c{\frac {dv}{dt}}}
ومتوسط تيار الشحن خلال دورة كاملة يُعطى كالآتي :
{\displaystyle I_{mean}={\frac {1}{T}}\int _{0}^{T}idt={\frac {1}{T}}\int _{0}^{T}c{\frac {dv}{dt}}dt={\frac {c}{T}}\int dv}
وخلال دورة كاملة فإن الجهد يرتفع إلى قيمة عظمى موجبة +V، ثم يقل إلى الصفر، ويرتفع إلى قيمة عظمى سالبة -V، ويقل مرةً ثانية إلى الصفر، وبالتالي يكون التغير الكلي في الجهد خلال دورة واحدة :
{\displaystyle i.e\int dv=4V_{max}}
إذاً :
{\displaystyle I_{mean}={\frac {c}{T}}.4V_{max}=4cfV_{max}=c{\frac {dv}{dt}}}
أو أن :
{\displaystyle V_{max}={\frac {I_{mean}}{4cf}}.4V_{max}=4cfV_{max}=c{\frac {dv}{dt}}}
وإذا تم معرفة قيم سعة المكثف، والتردد f ، فإن القيمة العظمى للجهد المتردد يمكن تحديدها.
دقة قياس الجهد العالي بهذه الطريقة تعتمد على العوامل التالية :
1. أن الجهد المطلوب قياسه يجب أن يكون جيبياً.
2. أن معاوقة الموحد سوف تكون صغيرة جداً مقارنة بمعاوقة المكثف.
3. الموحد سوف يخمد تماماً نصف الموجة، للموجة المترددة.
4. أن المللي ميتر سوف يبين القراءة الصحيحة لمتوسط التيار.

ويعطي قياس الجهد العالي بواسطة فولتمتر المكثف والموحد نتائج مرضية لكل أنواع الأشكال الموجية فقط.
وعندما يكون النصف الموجب والنصف السالب لأشكال الموجة متساوياً، يكون شكل الموجة له قمة واحدة فقط في كل دورة.

## اقرأ أيضاً
أميتر